# Слави Панайотов
Слави Николаев Панайотов е български писател и ютюбър.

## Биография
Роден е на 27 август 1986 г. в Пловдив. Завършва университет в Нидерландия със специалност „Хотелиерство и туризъм“. Работи няколко години в сферата си, а след това стартира собствени бизнес проекти.
Става известен с „Ютюб“ канала си, в който качва видеа, свързани с „Топ класации“, „50 невероятни факти“ и „Нещата, които не искат да знаете“ – едни от най-популярните му поредици.
През 2018 г. Слави Панайотов издава своята първа книга „Топ мистериите на България“. След успеха на първата той издава и втора книга, наречена „Топ мистериите на света“, в която се разказва за целия свят. През 2020 година завършва трилогията от „Топ мистериите“ с третата книга от поредицата – „Топ мистериите на Вселената“. През 2021 година той издава четвъртата си книга наречена „50 невероятни загадки“.
През 2019 г. Панайотов участва във филма на Николай Илиев – „Завръщане“.
През 2021 г. Панайотов става първият български ютюбър с един милион абонати в „Ютюб“.
През 2022 г. подкрепя кампанията „Подкрепи отбора на бъдещето – децата на България“ на „УНИЦЕФ“, със Златните момичета на България, Поли Генова, Алек Алексиев, Ники Кънчев, Ралица Паскалева, Даниел Петканов, Бойко Кръстанов, Искра Донова, Евелин Костова, Радина Кърджилова, Радина Боршош и други.
През 2022 г. Слави Панайотов издава и своята пета книга – „50 невероятни места в България“, в която разказва за едни от най-красивите забележителности на България и описва за всяка дестинация как се стига и какъв е пътят до нея.
Последната към този момент книга на пловдивския ютубър – „50 забравени места в България“ бива издадена през 2024 г., като с нея стартира най-новата си поредица – „Оцеляване“. 